# Меана ди Суза
Меа̀на ди Су̀за (на италиански: Meana di Susa; на окситански: Meana и на пиемонтски: Meana, Меана, на френски: Méans, Меан) е село и община в Метрополен град Торино, регион Пиемонт, Северна Италия. Разположено е на 730 m надморска височина. Към 1 януари 2020 г. населението на общината е 827 души, от които 40 са чужди граждани.